# Дэвидсон, Бэзил
Бэзил Дэвидсон (англ. Basil Risbridger Davidson, 9 ноября 1914 — 9 июля 2010) — британский разведчик в годы Второй мировой войны, затем историк-африканист, журналист-международник, путешественник, активный сторонник антиколониальной борьбы народов Африки, противник режима апартеида и писатель.
В августе 1943 года парашютирован в Боснию, был связным между УСО и югославскими партизанами. В январе 1945 года заброшен к партизанам в Северную Италию.
После 1951 года посвятил себя африканистике. После публикации антиколониалистского романа «Речные пороги» (1955) ему был запрещен въезд в португальскую Анголу. За поддержку национально-освободительного движения в Гвинее-Бисау награждён медалью Амилькара Кабрала (1976).
В 2002 году президентом Португалии Жорже Фернанду Бранку де Сампайю ему присвоено звание Великого офицера Ордена Инфанта дона Энрике.

## Книги
На русском языке
- Дэвидсон Б. Речные пороги = The Rapids. — М.: Издательство иностранной литературы, 1960. — 280 с.
- Дэвидсон Б. Новое открытие древней Африки = Old Africa Rediscovered / Пер. с англ. М. К. Зеновича; Под ред. И. И. Потехина. — М.: Издательство восточной литературы, 1962. — 316 с. — (По следам исчезнувших культур Востока). — 15 000 экз.
- Дэвидсон Б. Черная мать = Black Mother: Africa: The Years of Trial / Пер. с англ. М. К. Зеновича, О. Л. Орестова. — М.: Наука. Главная редакция восточной литературы, 1964. — 280 с. — 17 000 экз.
- Дэвидсон Б. Африканцы: Введение в историю культуры / Пер. с англ. О. Л. Орестова; Отв. ред. и авт. предисл. В. Б. Иорданский. — М.: Наука. Главная редакция восточной литературы, 1975. — 280 с. — 7800 экз.
- Дэвидсон Б. Операция «Андраши». — М.: Прогресс, 1975. — 240 с. — 100 000 экз.